# Ясенець (Козеницький повіт)
Ясенець (пол. Jasieniec) — село в Польщі, у гміні Ґловачув Козеницького повіту Мазовецького воєводства.
Населення — 110 осіб (2011).
У 1975—1998 роках село належало до Радомського воєводства.

## Демографія
Демографічна структура станом на 31 березня 2011 року:
|          | Загалом | Допрацездатний вік | Працездатний вік | Постпрацездатний вік |
| -------- | ------- | ------------------ | ---------------- | -------------------- |
| Чоловіки | 59      | 10                 | 41               | 8                    |
| Жінки    | 51      | 13                 | 25               | 13                   |
| Разом    | 110     | 23                 | 66               | 21                   |